# Monte San Pietro

Carte de la commune de Monte San Pietro.

Monte San Pietro (Måunt San Pîr en dialecte bolonais)  est une commune italienne de la ville métropolitaine de Bologne, dans la région Émilie-Romagne.

## Géographie
La commune de Monte San Pietro présente un territoire de collines à environ 18 km au sud  de Bologne en direction des Apennins, entre le fleuve Samoggia et son affluent Lavino. À part la cité mère, les différents hameaux composants la commune s’étirent le long de la route provinciale SP26 à des altitudes variant de 60 à 776 mètres : Loghetto (173 m), Caderino (109–130 m), Monte S.Giovanni (170–190 m), Oca (218 m), Badia (241 m), Pilastrino (284 m), Padova (338 m), Montepastore (596 m) et Monte san Pietro (256–302 m).

Grandes villes voisines :
- Bologne 18 km ;
- Florence 75 km ;
- Milan 191 km.

## Histoire
La découverte de vestiges (pointes de flèche, couteau) atteste la présence en cette zone d’activité humaine remontant à l’âge du bronze et quelques éléments de vaisselle rappellent la culture de Villanova (675-550 av. J.-C.).
Au Moyen Âge, l’exarchat de Ravenne installa une ligne de défense contre les Lombards en 568, sur les hauteurs du hameau de Monteveglio. Cette ligne de frontière suscita par la suite les convoitises de  Bologne et de Modène. Au XIIIe siècle, le territoire passa sous la domination de Bologne.

En 1810, naissance de la commune de Monte San pietro dans sa forme actuelle.

## Monuments et lieux d’intérêt

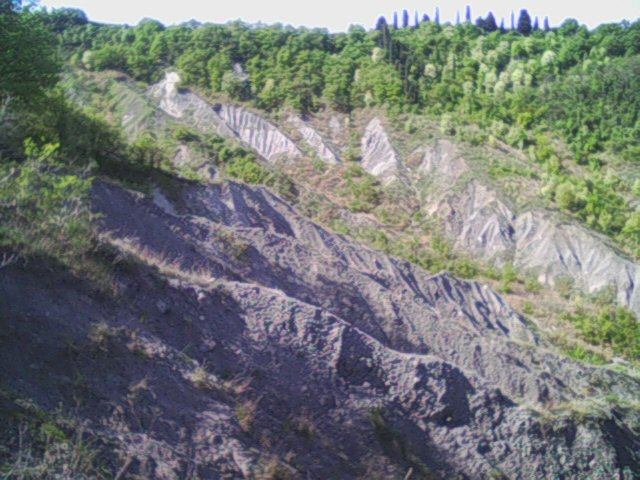
Les “calanches” de la région de Bologne

- les calanches : à 12 km du chef-lieu, dans la localité de Venezia du hameau de Monte San Giovanni et en limite de la commune de Crespellano, le paysage de calanches (badlands (géomorphologie) en français), terre d’argile érodée par le vent et la pluie, typiques des collines (Apennin du Nord).

## Économie
La nature des terrains très vallonnés oblige à une économie principalement agricole tournée vers de petites exploitations pour la production céréalière et fruitière. De petites entreprises artisanales sont présentes dans certains hameaux, le long de la route principale SP26. 

## Administration
| Période                                  | Période  | Identité         | Étiquette     | Qualité |
| ---------------------------------------- | -------- | ---------------- | ------------- | ------- |
| 08/06/2009                               | En cours | Roberto Brunelli | Liste civique |         |
| Les données manquantes sont à compléter. |          |                  |               |         |

### Hameaux et localités
Badia, Bellaria Torrazza, Ca’dei Fabbri, Ca’dei Gardini, Ca’di Dio, Calderino, Chiesa Nova, Isola, La Fornace, La Villa, Loghetto, Mongiorgio, Monte San Giovanni, Montepastore, Oca, Padova, Pilastrino, Poggio, Rio Tradito, Sartorano, Venerano, Venezia.

### Communes limitrophes
Castello di Serravalle (10 km), Crespellano (8 km), Marzabotto (13 km), Monteveglio (8 km), Sasso Marconi (8 km), Savigno (12 km), Zola Predosa (4 km)

## Population

### Évolution de la population en janvier de chaque année
| 1861  | 1901  | 1921  | 1951  | 1961  | 1971  | 1981  | 1991  | 2001   |
| ----- | ----- | ----- | ----- | ----- | ----- | ----- | ----- | ------ |
| 4 431 | 5 568 | 6 354 | 6 510 | 4 465 | 3 575 | 5 016 | 7 568 | 10 280 |

| 2011   | - | - | - | - | - | - | - | - |
| ------ | - | - | - | - | - | - | - | - |
| 10 837 | - | - | - | - | - | - | - | - |

### Ethnies et minorités étrangères
Selon les données de l’Institut national de statistique (ISTAT) au 1er janvier 2011 la population étrangère résidente et déclarée était de 749 personnes, soit 6,8 % de la population résidente.
Les nationalités majoritairement représentatives étaient :
| Pos. | Pays     | Population |
| ---- | -------- | ---------- |
| 1    | Roumanie | 163        |
| 2    | Albanie  | 154        |
| 3    | Maroc    | 80         |